# Друзья друзей
«Друзья́ друзе́й» — российский комедийный фильм 2013 года, снятый компанией Enjoy Movies. Премьера состоялась 1 января 2014 года.

## Сюжет
Комедия про судьбы совершенно разных людей, которые переплетаются в канун Нового года, в результате чего каждый из героев попадает в забавные и нелепые ситуации, выбраться из которых им помогают друзья.
Три музыканта из местной филармонии отправляются на корпоратив одного из самых богатых людей города. Ребята настроены на то, что смогут неплохо подзаработать на исполнении классического репертуара, но по месту понимают, что хозяин дома далёк от классики и рассчитывал на совсем другое выступление. Парней выставляют за дверь, и они в отчаянии принимают решение, проникнув в дом под видом аниматоров в костюмах, ограбить всех присутствующих на банкете, включая и хозяина дома, который их оскорбил.
Под видом Деда Мороза, Снегурочки и оленя они обчищают гостей, не понимая, что среди гостей бизнесмена в основном чиновники местной полиции, но отступать от своего плана уже поздно. Теперь им предстоит придумать, как сбыть всё награбленное и укрыться от правосудия. Ситуация усложняется тем, что они украли часы хозяина, которыми он очень дорожит.

## В ролях
- Нюша Шурочкина — Маша
- Гарик Харламов — Макс
- Юрий Стоянов — отец Маши
- Николай Наумов — Валя
- Александр Ильин — Артём
- Тимур Батрутдинов — Денис
- Александр Молочников — Никита
- Андрей Гайдулян — сотрудник полиции
- Олег Верещагин
- Александр Булатов
- Егор Сальников
- Михаил Павлик — сотрудник полиции
- Дмитрий Цыганов
- Дискотека Авария
- Сергей Серов
- Мария Костикова
- Кирилл Нагиев
- Евгений Шапошников
- Дарья Биневская — новогодняя любовница
- Павел Сажин
- Юлия Назаренко — жена промоутера
- Максим Артамонов — Витечька
- Андрей Федорцов — Сергей
- Андрей Свиридов — амбал
- Анатолий Кот — Андрей
- Елена Яковлева — Лена
- Марина Голуб — Люба

## Отзывы
Фильм получил в основном отрицательные отзывы. Так, критики отметили то, что основной акцент сделан на «звёздном» актёрском составе,, однако глубокий смысл в фильме отсутствует, а его сценарий вторичен и неправдоподобен.